# Perruche ondulée
Melopsittacus undulatus
 (octobre 2010).
Si vous disposez d'ouvrages ou d'articles de référence ou si vous connaissez des sites web de qualité traitant du thème abordé ici, merci de compléter l'article en donnant les références utiles à sa vérifiabilité et en les liant à la section « Notes et références ».
Genre
Espèce
Statut de conservation UICN

 LC  : Préoccupation mineure
La Perruche ondulée (Melopsittacus undulatus) est une espèce d'oiseaux australiens de la famille des Psittaculidae (communément appelés Perruches et Perroquets typiques). Il s'agit de la seule espèce du genre Melopsittacus et de la tribu des Melopsittacini. Son nom est dû au fait qu'elle a plusieurs ondulations autour de son corps mais certaines perruches peuvent en avoir de très fines ou ne pas en avoir du tout.
Cet oiseau vit dans toutes les régions arides et semi-arides de l'Australie. Elle s'adapte parfaitement aux climats européens.
Le nom du genre, Melopsittacus, vient du grec et signifie « mélodieux perroquet ».

## Description
Les perruches ondulées ont une taille d'environ 18 centimètres de longueur, une envergure de 30 centimètres et pèsent entre 29 et 40 grammes. Elles acquièrent leur plumage adulte vers l'âge de 3 ou 4 mois. Elles peuvent vivre 10 ans et plus.

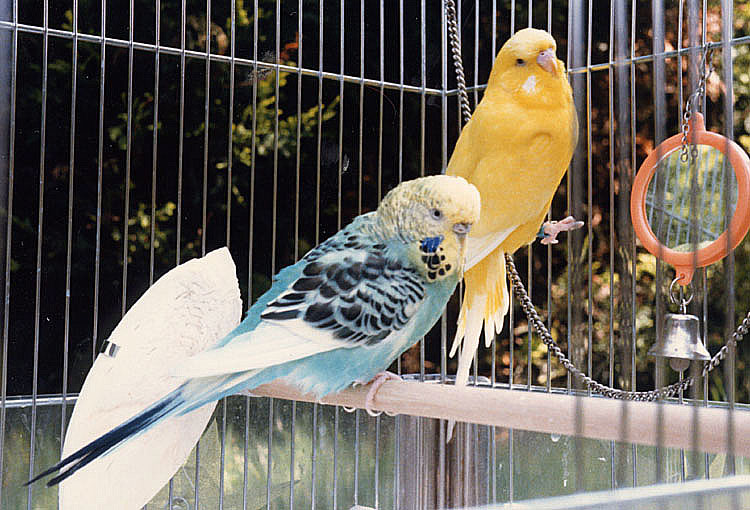
Deux individus en captivité
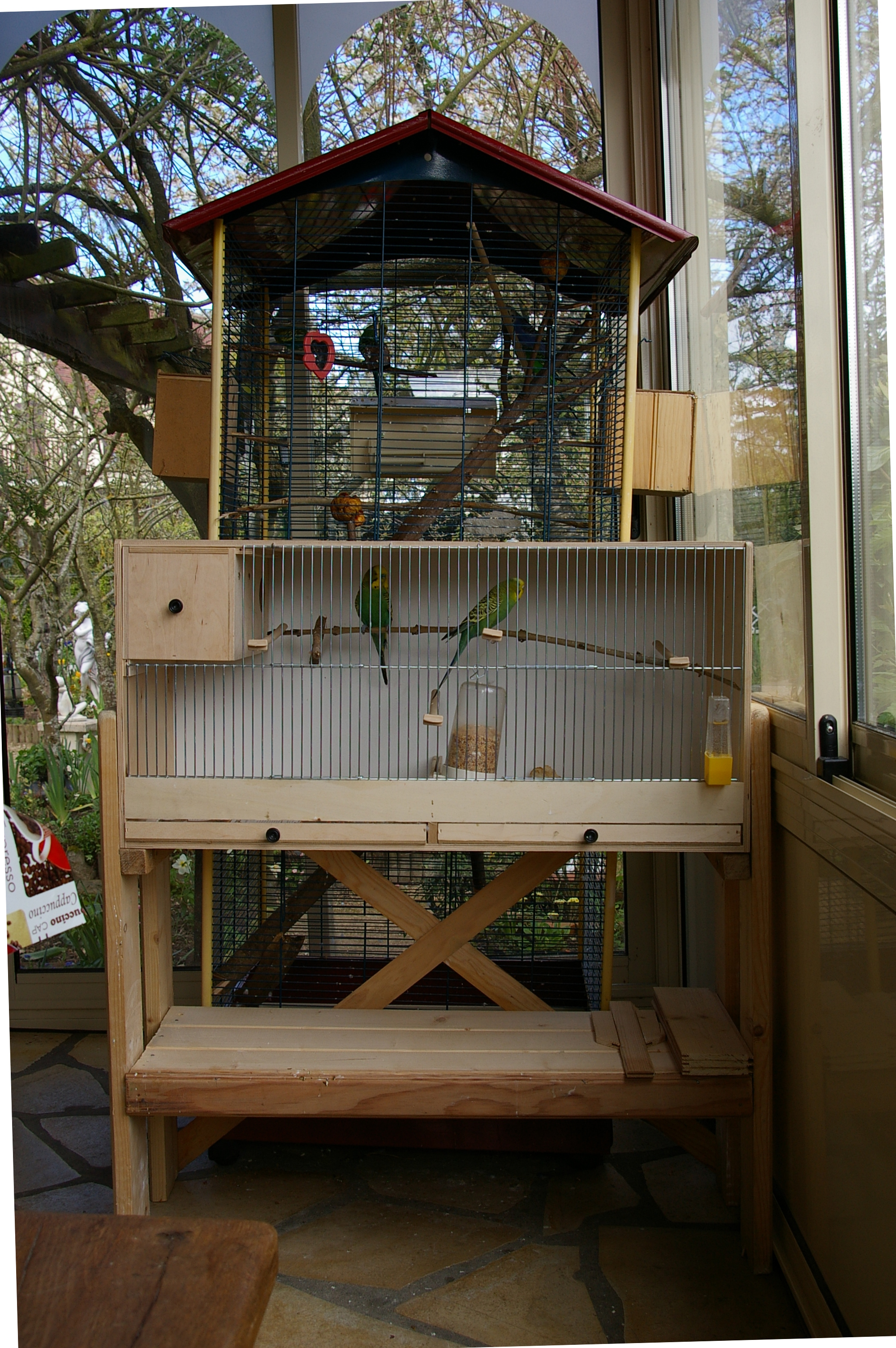
voliere
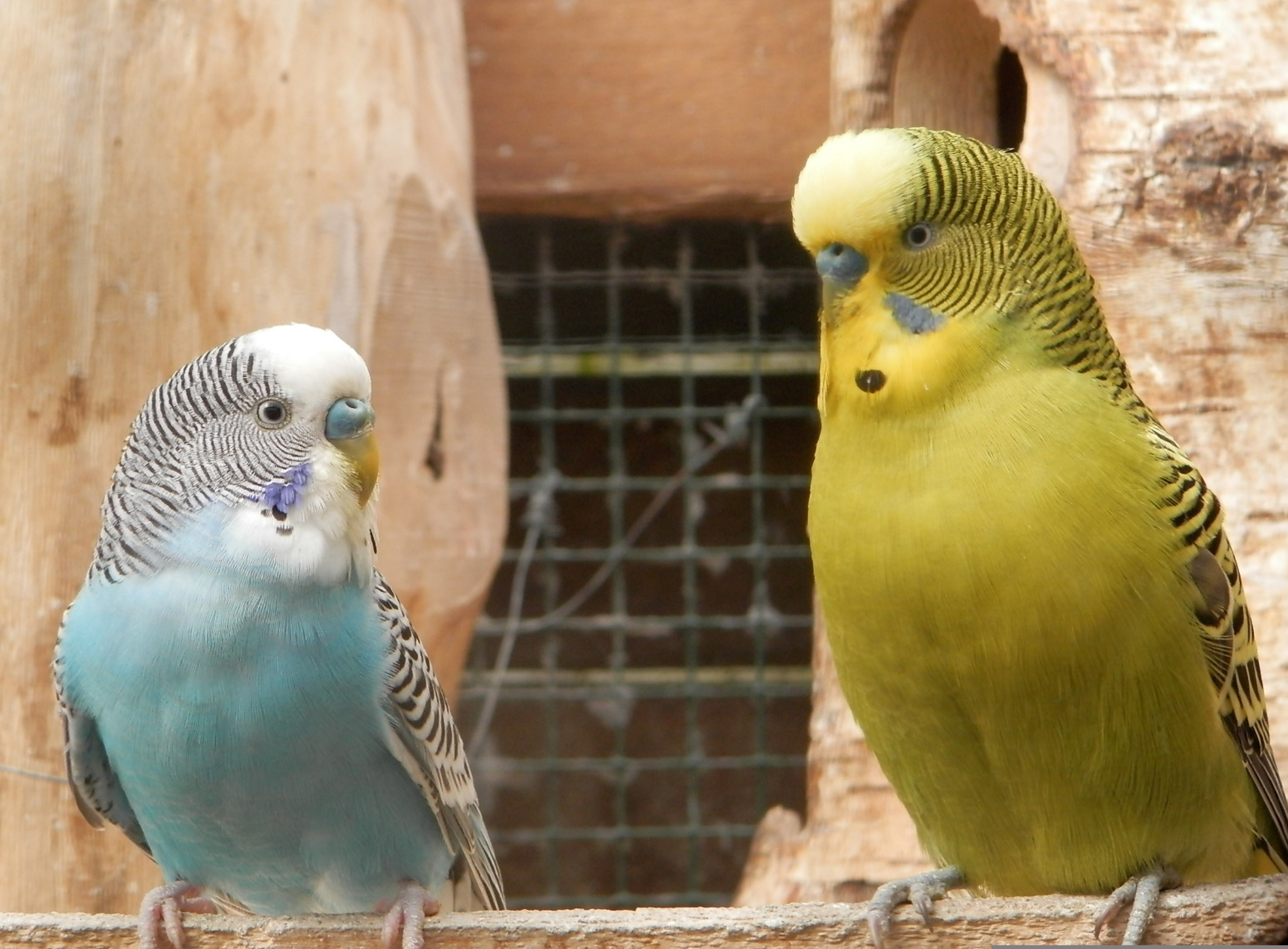
Deux mâles perruches ondulées
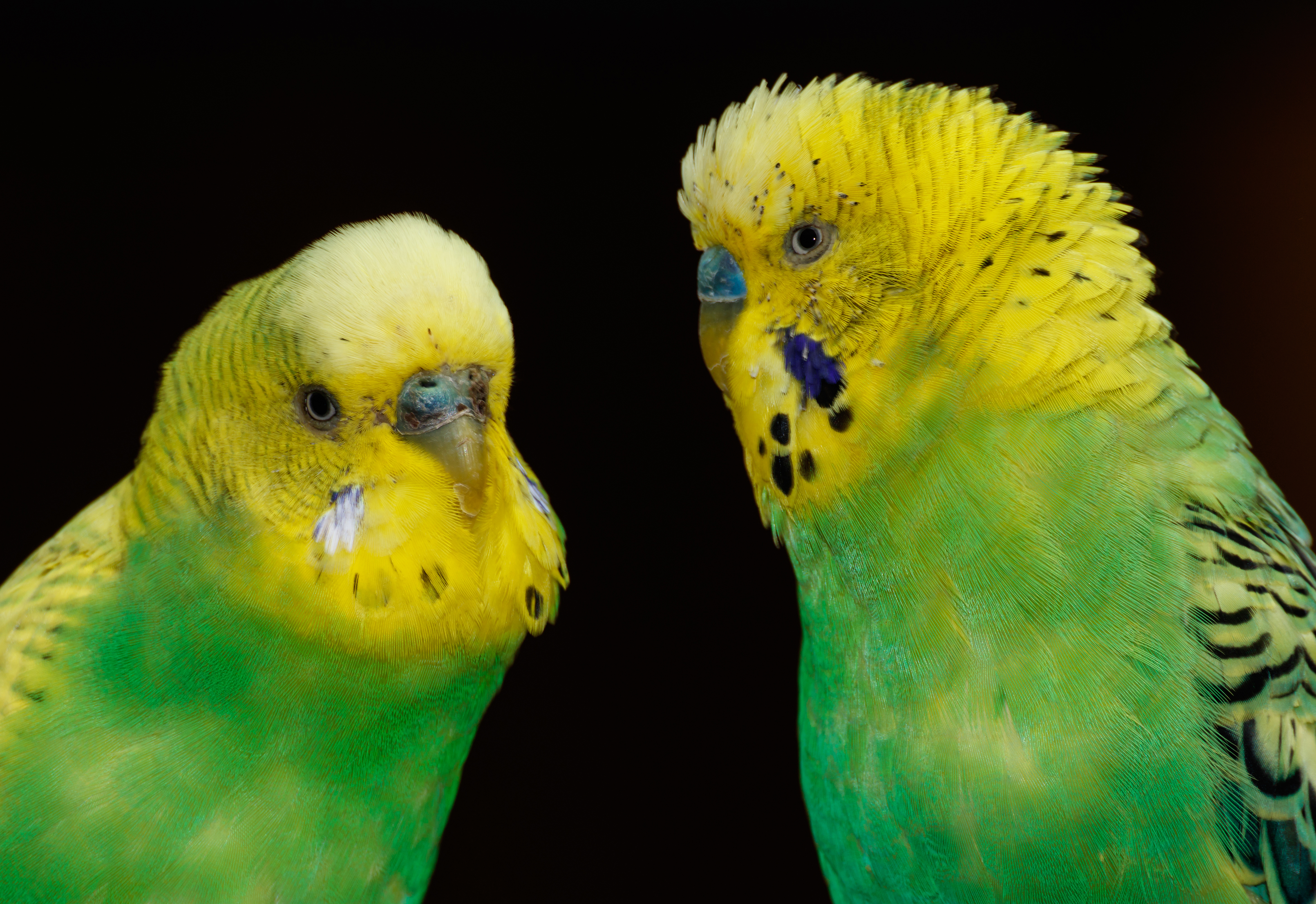
Deux autres perruches ondulées, dans le Vogelpark Steinen (de) en Allemagne en juillet 2023.

Le sexage d'une perruche ondulée n'est pas évident durant la première partie de sa vie. En effet, le seul véritable moyen est le test ADN, qui reste le plus sûr. Il existe néanmoins quelques astuces pour reconnaître les sexes :
- La femelle a une cire composée de plusieurs couches superposées. La couleur de fond est bleu pâle, suivie d'une couche blanche puis beige/brun. Il y a beaucoup de variations de teintes, formes, épaisseur et textures pour la cire d'une femelle. En période de montée hormonale, la cire devient plus épaisse (croûteuse) et brune, tandis qu'en période de baisse hormonale, la cire est très souvent bleu pâle avec les narines cerclées de blanc. Les jeunes femelles (de moins de 3-4 mois) ont une cire semblable aux périodes de baisse hormonale.
- La cire d'un mâle quant à elle, n'est composée que d'une seule strate, le bleu. Sa cire ne présente pas autant de variations que celle de la femelle, et est, chez les sujets adultes, d'un bleu franc et lisse, indigo ou un mélange (parfois avec un peu de blanc autour des narines, mais jamais un bleu pâle).

Chez certaines mutations, le sexage sera différent. Le mâle aura alors toute sa vie une cire rose violacé. Cela s'applique généralement pour les perruches ondulées de mutations telles que les inos, les fallows, les pies danoises, etc.
Le mâle a le dessus du bec bleu et la femelle rose ou marron clair.
Les variétés domestiques existent avec de nombreux coloris. Quelques mutations, telles que jaune (lutino) et bleu, sont déterminées par un gène simple et ont surgi spontanément. La combinaison des mutations peut avoir comme conséquence de nouvelles couleurs (lutino et résultats bleus dans l'albinos). D'autres variétés de couleur sont le résultat de la multiplication sélective ayant pour résultat des modèles plus complexes.
La Perruche ondulée peut avoir des mutations de couleurs et des mutations de dessins.
Il existe deux séries de couleur de base :
- la série verte où l'oiseau est capable de synthétiser dans ses plumes le colorant jaune : la psittacine.

Lorsque l'oiseau sait aussi synthétiser de la couleur noire (mélanisation) il se produit un effet bleu. La combinaison naturelle du jaune et du bleu donne la perruche ondulée verte (ou toutes les autres perruches ou perroquets de teinte verte).
- La série bleue comprend des oiseaux qui n'arrivent pas (génétiquement) à synthétiser des pigments jaunes. Il ne reste que les mélanines qui par reflet particulier appelé effet Tyndall (du chercheur qui l'a mis en évidence), donnent la couleur bleue.

Lorsque l'oiseau ne peut synthétiser les mélanines, l'oiseau peut apparaître :
- soit jaune parce qu'il arrive à synthétiser le pigment jaune appelé psittacine ; c'est la perruche lutino, aux yeux rouges car la mélanine a complètement disparu ;
- soit blanc (c'est l'albino) qui ne fait aucune mélanine car c'est un lutino mais aussi aucune psittacine car c'est aussi un bleu.

Une mutation qui ajoute deux couleurs de base : le gris.
Une mutation de couleur importante chez la perruche ondulée s'appelle le gris, dans la série bleue.
Lorsque cette mutation se trouve dans la série verte, il n'y a pas de dominance entre le vert et le gris, ils se mélangent ce qui donne le gris-vert qui fait penser aux couleurs des vêtements militaires vert terne dit kaki.
Ainsi en compétition de perruches ondulées on juge dans les 4 séries : verte, bleue, gris-vert et grise.
Une perruche ondulée peut aussi avoir des mutations de dessins :
- Les lignes du dos du dessus de la tête jusqu'entre les épaules sont réduites voire disparues, mais les écailles noires des ailes sont présentes, c'est la mutation opaline. La couleur du ventre reste inchangée, elle peut s'apercevoir sur l'épaule entre les écailles noires des plumes de l'aile. Il existe des opalines dans le vert, le bleu, le gris et le gris-vert.
- La répartition des dessins peut être irrégulièrement placée sur le corps de l'oiseau, ce sont les perruches de couleur pie.

Deux mutations pies sont connues :
- Les pies australiennes (du nom du pays où on les a découvertes) qui présentent une barre blanche (série bleue) ou jaune (série verte) horizontale sur le ventre, les écailles du dos sont placées au hasard. Les grandes plumes des ailes et de la queue sont blanches ou jaunes selon la série.
- La mutation pie danoise donne des oiseaux peu marqués de taches noires, et à fond blanc pour la série bleue, ou à fond jaune pour la série verte, ou à fond gris pour la série grise ou à fond gris-vert pour la série gris-vert. Une partie des grandes plumes des ailes et de la queue (les rectrices) sont noires d'autres sont décolorées soit en blanc (série bleue ou grise) soit en jaune (série verte ou gris-vert).

La mutation perlée déplace la partie noire d'une plume normale des ailes (les tectrices) au bord externe contrairement à la couleur sauvage qui place à l'extérieur une couleur sans noir (du blanc ou du jaune), et ensuite la tache noire.
Les perlées sont récentes (1980) mais leur transmission dominante (voir la génétique) permet une multiplication de cette couleur rapidement. Là encore il existe des vertes perlées, des bleues perlées, des grises perlées des gris-vert perlées, qui peuvent être opaline (plus de lignes d'ondulation de la tête jusqu'entre les ailes et le milieu du dos).
La mutation cinnamon (cannelle en anglais) modifie la mélanine et les zones noires du plumage deviennent brunes. Les grandes plumes des ailes, de la queue, les écailles du dos de l'aile sont diluées en brun plutôt qu'en noir, la couleur sauvage.
Le cinnamon est dans les 4 couleurs de base. Il peut aussi se combiner avec l'opaline. La couleur du ventre quand la perruche est cinnamon est un peu éclaircie, avec la mutation opaline, la couleur change encore, ce qui donne des oiseaux couleur moutarde qui sont des gris-vert opaline cinnamon.
Les facteurs foncés sont aussi des mutations qui modifient la couleur de l'oiseau. Ce sont des mutations à deux vitesses, l'oiseau hérite d'un de ses parents (indifféremment du sexe) un seul des facteurs foncés, il est dit à simple facteur foncé. C'est le vert foncé et le bleu cobalt (ou cobalt tout simplement). Si les oiseaux ont hérité 2 facteurs foncés, ils sont appelés vert olive et mauve (série bleue). Chez les gris et gris vert on ne voit pas les facteurs foncés.
Les facteurs foncés sont recherchés dans la série bleue, car les cobalts sont des oiseaux très impressionnants. Une mutation violet peut s'ajouter à ces facteurs foncés, les violets les plus spectaculaires sont les cobalts violets.
La mutation Blackface est une mutation rare et originale chez la Perruche ondulée, qui comme son nom anglais l'indique, consiste en une sur-mélanisation de la tête, en particulier de la face.
Des mutations rares également concernent la structure des plumes.

## Habitat et comportement
- Présence fréquente
- Présence occasionnelle

Répartition géographique
texte dans carré=
texte dans carré=
----

Les perruches ondulées sont des oiseaux nomades vivant dans des habitats ouverts, principalement les milieux de type garrigue en Australie, les régions boisées ouvertes et la prairie.
Normalement, les oiseaux se trouvent en petites bandes mais, dans des conditions favorables, peuvent former des groupes très nombreux. L'espèce est extrêmement nomade et le mouvement des bandes est lié à la disponibilité de nourriture et d'eau. La sécheresse peut conduire des bandes dans un habitat plus boisé ou des secteurs côtiers. Elles se nourrissent de graines de spinifex, d'herbes et parfois de céréales cultivées.

### Reproduction
Leur maturité sexuelle est de 6 mois, mais il est préférable d'attendre au minimum 1 an pour l'accouplement. La période de reproduction s'étale généralement entre juin et septembre dans le nord et entre août et janvier dans le sud mais dépend des pluies qui entraînent une plus grande abondance de graines. Les populations de certains secteurs ont augmenté en raison de la disponibilité d'eau accrue grâce aux fermes. Elles nichent dans des trous d'arbres, les poteaux de clôture ou même des troncs couchés à terre. Les 2 à 10 œufs sont incubés pendant 17 à 19 jours, et les plumes poussent environ 30 jours après l'éclosion. Le sevrage se situe autour du premier mois.
Les perruches mâles et femelles chantent et peuvent apprendre à parler. Contrairement à ce que peuvent penser la plupart des gens, le chant et la parole ne sont pas plus prononcés chez les mâles : cette caractéristique n'a pas de rapport avec le sexe de l'animal.

## Développement du perruchon
Le perruchon porte sur le milieu du bec mou une sorte de dent acérée : le « diamant ». Il utilise cet instrument dans l'œuf, où il tourne sur lui-même, pour percer une série de trous en cercle préparant l'éclosion. Mais quand l'enveloppe interne est trop rêche, il n'arrive pas à se libérer tout seul. Ses cris et son agitation déclenchent alors chez la mère une vocation « d'accoucheuse ». On la voit d'abord picorer la gangue de calcaire jusqu'à couper l'œuf en deux. Elle arrache ensuite le petit à sa prison et gobe le chorion, une membrane souple qui tapisse la coquille, avant de recueillir le nouveau-né dans le giron douillet de ses plumes ventrales. Chez les jeunes, le bout du bec est noir, ils ont des rayures sur le front et leur iris est noir.
Les piaillements et les gesticulations des rejetons dictent aux parents le rythme et l'abondance des becquées. Dès qu'ils ont avalé leur soûl de graines ; ils ordonnent à grands cris la fin du repas, se convulsent en gigotant des pattes, comme désespérés. À ces signaux, le père et la mère obéissent sans broncher. Les premiers jours, les petits sont nus, incapables de réguler seuls leur température corporelle. Aussi réclament-ils en permanence les soins maternels. Leurs doigts sont déjà disposés en pince comme ceux des autres oiseaux grimpeurs (perroquets, toucans lori, perruches, etc.), une paire vers l'avant, une autre vers l'arrière. L'évacuation des fientes est assurée par la mère, pour ne pas salir le nid : avec son bec, elle prend la poche où les fientes se sont formées et elle la jette à l'extérieur.
En volière, l'élevage d'un perruchon prend plus de quatre mois. La mère le renverse sur le dos pour le gaver de graines apportées par le père. Puis, les deux parents collaborent à égalité au nourrissage. À 11 jours, le petit a revêtu sa robe de duvet où pointent les premières plumes de vol, Le 21e jour, l'enveloppe de kératine qui recouvre les plumes s'ouvre, les plumes se déploient et prennent leurs couleurs. Le plumage juvénile ne sera complet qu'au bout d'un mois. Dès le quatrième mois, la livrée à l'âge adulte à peine achevée, les jeunes commencent à se faire la cour. Ils formeront des couples inséparables jusqu'à la mort ; leur longévité est d'environ 10 ans ou parfois plus. En liberté, les perruches australiennes vivent et volent en bandes avant de s'isoler par deux pour la nidification et l'accouplement.

## Alimentation
Dans leur environnement naturel, les perruches ondulées se nourrissent principalement de graines de graminées, et de graines semi - mûres, vertes et laiteuses, qui sont les plus appréciés. Les graines les plus appréciées sont les graines dures et sèches. Si celle-ci ne peuvent pas être disponibles, les perruches se contentent alors des graines dures. Les perruches adorent picorer leurs graines directement sur une branche, le millet des oiseaux  (jaune ou bien, rouge) et le millet commun (blanc) leur permettent de manger leurs graines sur des branches. Ce sont aussi des graines plus saines pour les perruches. Les sels minéraux sont très importants chez les perruches ondulées, ainsi que le calcium et le phosphore. Certaines perruches adorent picorer des blocs minéraux ou les os de seiche. Elles permettent aussi d'user leur bec de manière naturelle.
Dès lors, elles mangent pratiquement tous types de graine et quelques fruits : abricot, pomme, poire, pastèque, melon, figue, mangue, grenade et pêche. Elles ne peuvent consommer de viande, de persil, d'avocat, de coriandre, de tomate ni de chocolat, aliments considérés comme mortels pour les Psittacidae. Elles ne peuvent consommer qu'en très petite quantité de l'orange et de la salade verte. 
Dans le cadre d'une alimentation déséquilibrée, la perruche ondulée risque de développer le syndrome de l'aile d'ange.

## Animal de compagnie

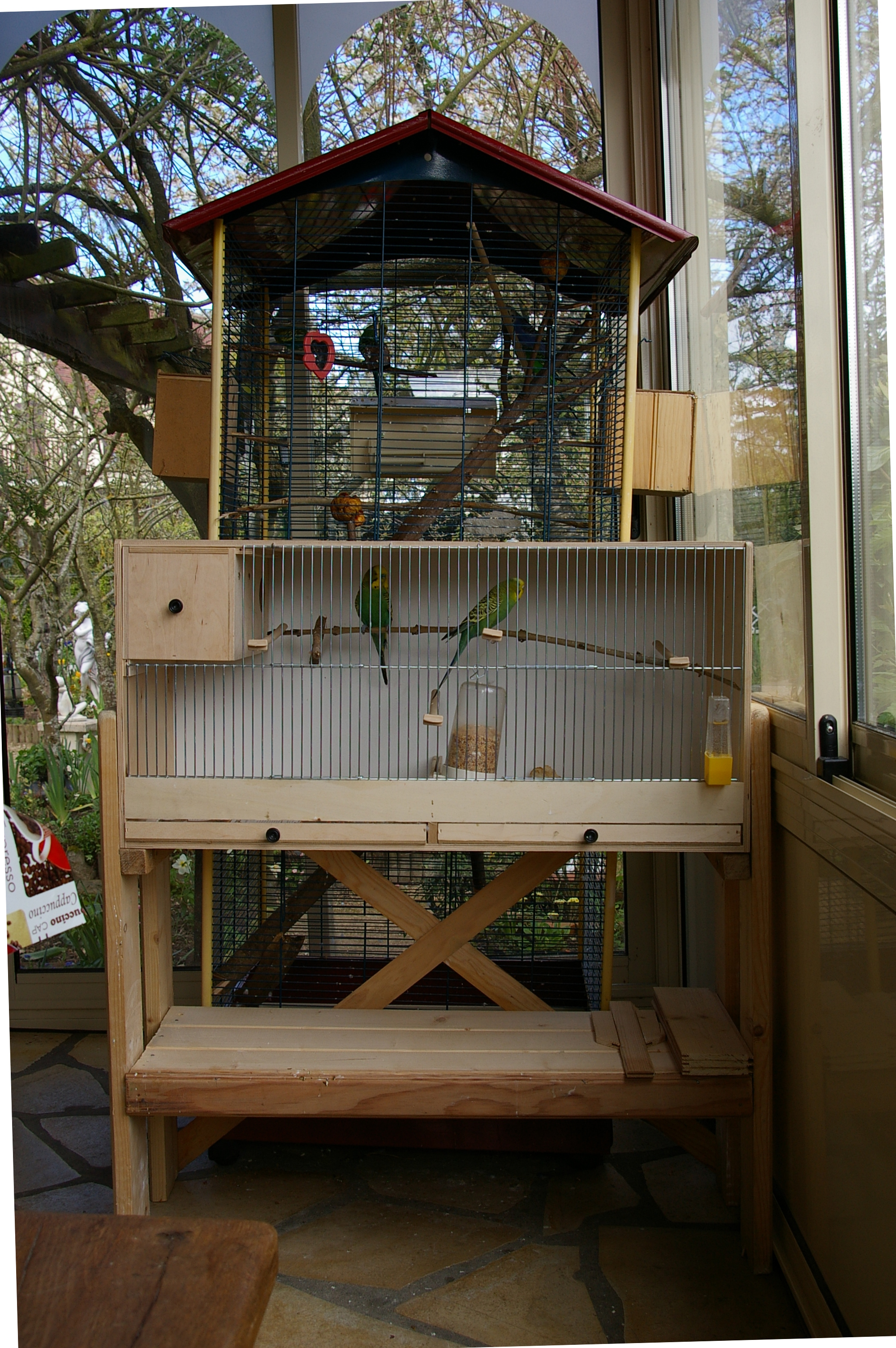
L'élevage de la perruche ondulée ne nécessite que quelques conditions de base.

La Perruche ondulée est l'une des quelques espèces de Psittacidae domestiquées comme animal de compagnie. Estimée la perruche la plus commune comme animal de compagnie dans le monde et probablement le deuxième oiseau après le canari, elle est élevée en captivité depuis les années 1850.

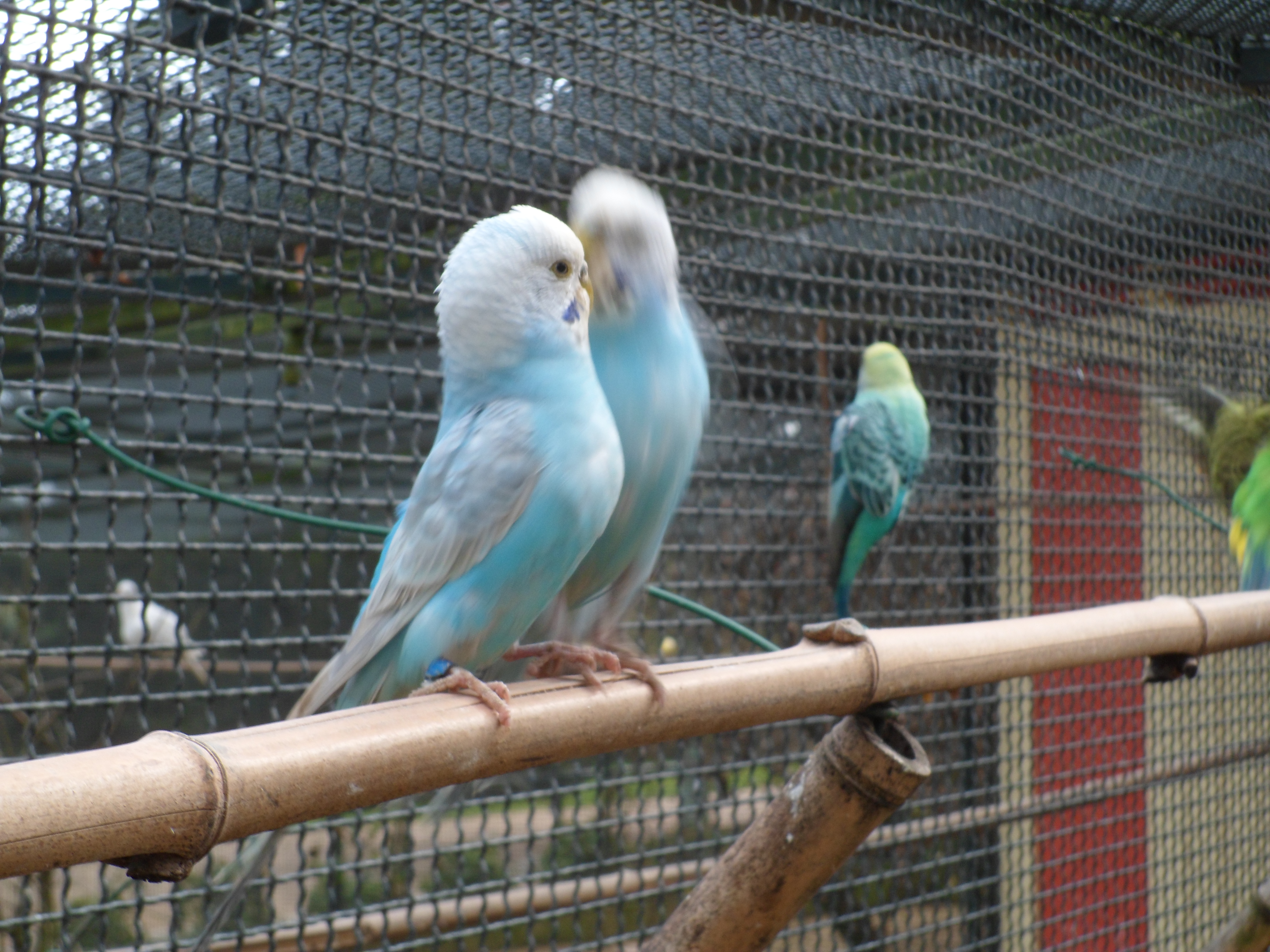
Perruches ondulées en volière.

Les sélectionneurs ont travaillé pendant des décennies pour produire un éventail de mutations de couleur et de plume, telles que le jaune, le bleu, le blanc, le violet, l'olive, l'albino, le lutino et bien d'autres. Les mutations de plumes peuvent produire des crêtes ou des plumes très allongées. Les perruches modernes d'exposition sont plus grandes que leurs cousines sauvages (perruche ondulée de posture), avec les plumes principales gonflées. Les yeux et le bec peuvent être presque totalement masqués par des plumes.
On peut leur apprendre à parler, siffler des airs, et jouer avec des humains. Ce sont des animaux intelligents et sociaux qui apprécient la stimulation des jouets et de l'interaction avec les humains aussi bien qu'avec leurs congénères. Un comportement courant est la mastication et la destruction du matériel tel que le bois, la laine, etc. (particulièrement pour les femelles).
En captivité, on rapporte que ces perruches vivent 7 à 9 ans, parfois même 17 ans si elles sont bien soignées. La durée de vie dépend de la race (généralement les variétés d'exposition ne vivent pas aussi longtemps que les variétés communes) et de la santé individuelle de l'oiseau, qui est influencée par l'exercice et le régime.
Bien que les perruches sauvages mangent presque exclusivement des graines de plantes herbacées, les vétérinaires aviaires recommandent une supplémentation avec des aliments tels que les fruits et légumes frais, les graines germées ainsi que des aliments spécialement conçus pour petits perroquets. Un tel régime fournit des compléments alimentaires et peut empêcher l'obésité.